# Бременский театр
Бременский театр (нем. Theater Bremen) — муниципальный оперный, балетный и драматический театр в Бремене (Германия). Спектакли проходят в 4 разных помещениях, основная сцена (Театр на Гётеплац, Theater am Goetheplatz) открыта в 1913 году.

## История
История современного Бременского театра берёт начало в 1910 году, когда в бременском районе Нойштадт был основан частный драматический театр. Его руководителями были журналист Йоханнес Виганд (директор) и Эдуард Ихон (главный режиссёр). К 1913 году по проекту архитекторов Августа Абберхузена и Отто Блендермана было построено новое здание театра. Премьерной постановкой на новой сцене стала «Женщина, не стоящая внимания» Оскара Уайльда.
В следующие 30 лет частный театр на Гётеплац оставался постоянным конкурентом городского театра, в те годы располагавшегося на улице Ам Валль. Заметное место в его репертуаре занимали пьесы современных авторов, и в целом труппе удавалось успешно совмещать качество постановок с доступностью цен, что соответствовало концепции «общинного театра», сторонником которой был Ихон. Театр также ставил произведения немецкой классики. После прихода к власти нацистов в 1933 году театру Виганда и Ихона удалось избежать национализации, которой подверглись большинство театров Германии, хотя ни один из владельцев так и не вступил в НСДАП, а бывший главный режиссёр театра, еврей Вильгельм Хмельницкий, сохранил за собой должность художественного советника.
После смерти Ихона в 1943 году власти Бремена объединили частный и государственный театры. Однако уже в августе 1944 года здание театра на Гётеплац получило серьёзные повреждения при авианалёте, а в октябре того же года сгорело полностью. В октябре 1944 года под бомбами погиб также назначенный нацистами директор театра Курт Гердес.
В мае 1945 года бывшие члены труппы Ихона создали «Трудовое объединение работников сцены Бремена» и уже в сентябре дали первый после войны спектакль, прошедший на танцевальной площадке ресторана Concordia. В 1950 году здание на Гётеплац было решено восстановить. Авторами нового проекта стали архитекторы Вернер Коммихау и Ганс Шторм. Фасад здания претерпел изменения в стиле 1950-х годов, став более простым, была убрана присутствовавшая в старом проекте высокая шатровая крыша. Внутри здание также значительно модифицировали, что позволило увеличить число мест в зрительном зале с 804 до 1111. В 1967 году комплекс на Гётеплац стал главным театром города после того, как снесли здание старого городского театра, также повреждённое во время Второй мировой войны
Бременский театр завоевал национальную и международную известность в период, когда директором был Курт Хюбнер. В это время, начиная с первой половины 1960-х годов, режиссёры Петер Цадек, Петер Штайн и Райнер Вернер Фасбиндер и актёры Бруно Ганц, Ханнелоре Хогер и Ютта Лампе создали особую сценическую школу, известную как «бременский стиль» (нем. Bremer Stil) и оказавшую влияние на целое поколение театральных деятелей Германии. В этот период спектакли Бременского театра, в особенности поставленные Цадеком и Вильфредом Минксом, постоянно участвовали в Берлинских театральных фестивалях, а в 1979 году журнал Theater heute признал его театром года.
В 1980-е годы национальное признание получили также балетные постановки Бременского театра, осуществлённые Райнхильдом Хоффманом и Иоганном Кресником. Эти двое хореографов были по три раза удостоены национальных премий. Однако популярность театра стала резко падать к концу первого десятилетия XX века, заставив администрацию предпринимать отчаянные попытки спасти его от банкротства.

## Структура

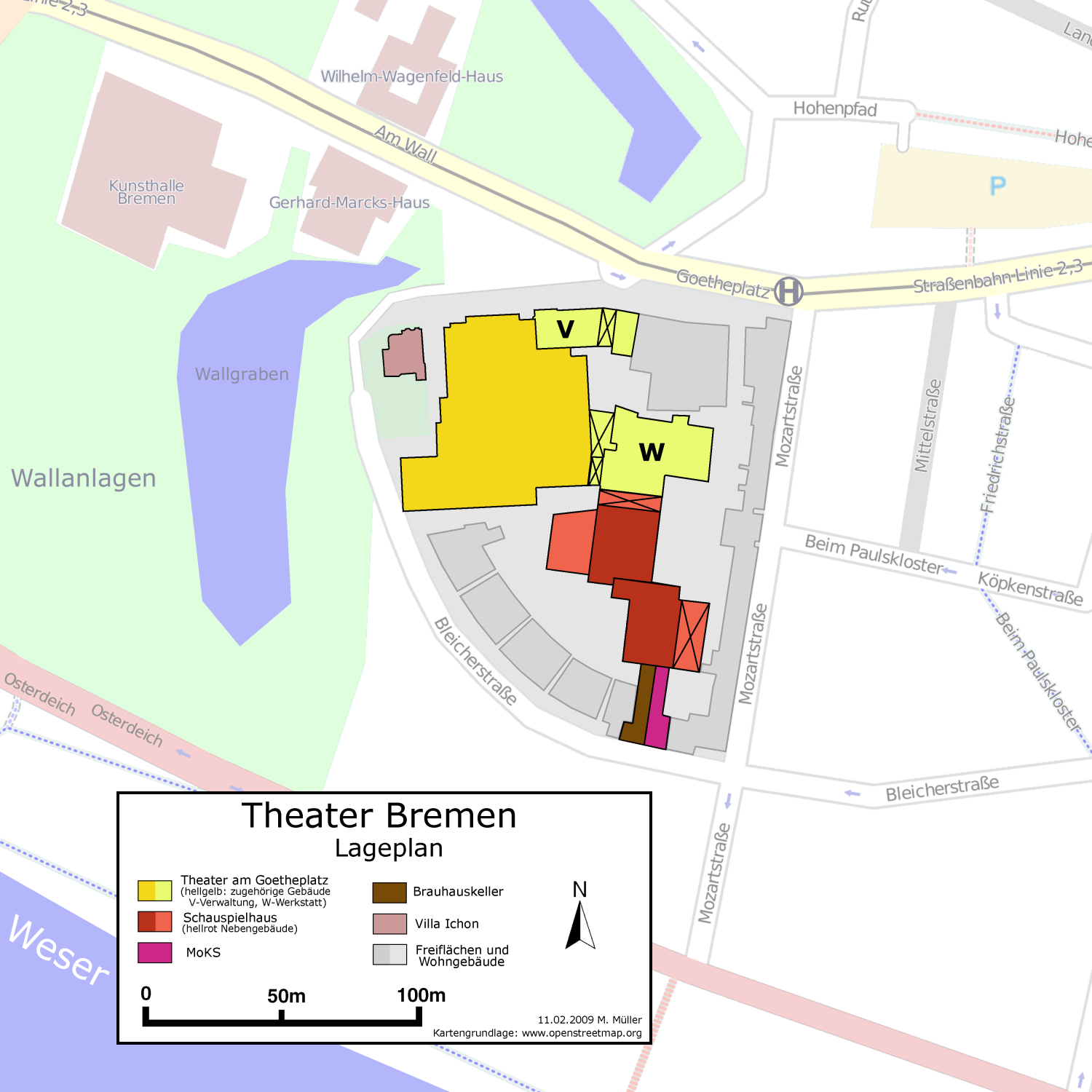
План комплекса Бременского театра

Помимо основной сцены Бременского театра, его постановки осуществляются в дополнительных зрительных залах. Они включают:
- Корпус «Браухауз» (нем. Brauhaus) — театр юного зрителя[5]; в подвальном помещении этого комплекса располагается самая малая сцена Бременского театра, известная как Die Brauhauskeller, со зрительным залом на 60 мест. Это помещение отдано актёрской школе Бременского театра; узкое и вытянутое, прежде служившее погребом для хранения пивных бочек, оно требует нестандартных постановочных решений[6].
- Малый зал (нем. Kleines Haus, 200 зрительских мест, реконструкция 2012/2013, используется для драматических и танцевальных постановок)[7].
- Театральную школу молодого актёра MoKS (основана в 2005 году)[8].